# Jacques Fournier (policier)
Pour les articles homonymes, voir Jacques Fournier et Fournier.
Jacques Fournier, né le 5 mai 1953 à Clichy (Seine), est un fonctionnaire de police appartenant au corps des commissaires (31e promotion de l'École nationale supérieure de la police – « Maurice Boye »).
Il a le grade de directeur des services actifs depuis le 15 septembre 2008 et a exercé les fonctions de directeur central de la sécurité publique (DCSP) de juillet 2009 à septembre 2012.
Par décret du 14 septembre 2012, il est nommé à l'inspection générale de l'administration.

## Carrière
- Directeur central de la sécurité publique, 24 juillet 2009
- Directeur de la formation de la police nationale, 15-09-2008
- Adjoint au directeur des ressources humaines de la préfecture de police de Paris, 18-11-2004
- Sous-directeur chargé du soutien opérationnel et de la logistique de la préfecture de police, 26-03-2004
- Sous-directeur chargé de la gestion opérationnelle et des ressources humaines de la préfecture de police, 12-04-1999
- Chef du 3e district de Paris, 01-12-1997
- Directeur de l'École nationale de police de Paris, 02-05-1996
- Chef du service inspection technique études et documentation de la préfecture de Police, 10-01-1994
- État-major de la préfecture de Police, 19-02-1992
- Inspection des services actifs, 15-01-1990
- Chef du commissariat du 13e arrondissement de Paris, 28-11-1988
- Chef du commissariat du 2e arrondissement de Paris, 18-06-1986
- Chef du service sécurité du métro de Paris, 05-09-1983
- 1er district Paris, 02-11-1981
- Adjoint au chef du 5e district Paris, 01-08-1981
- Inspecteur de Police  Ministère de l'Intérieur Services Centraux 01-06-1978

## Distinctions
- Chevalier de la Légion d'honneur (30 décembre 2000)
- Chevalier de l'ordre national du Mérite (3 décembre 1994)
- Médaille d'honneur de la Police nationale (1er janvier 1996)